# Eora
Die Eora sind ein Stamm der Aborigines, der in der Bucht von Sydney in Australien lebte. Das Wort Eora entstammt der Sprache der Eora selbst und bedeutet „hier“ bzw. „an diesem Platz“. Die Nachkommen der Eora bezeichnen „Central Sydney“ häufig als Eora Country („Eora-Land“).

## Kolonisation
Als die Briten im Januar 1788 erstmals nach Sydney kamen, benutzten die an dieser Bucht lebenden Aborigines das Wort Eora für sich als Stamm. 29 Aborigines-Clans, die zum Eora-Stamm gehörten, lebten seinerzeit im heutigen Gebiet der Metropole Sydney. Die Briten übernahmen das Wort Eora und nannten die Aborigines entweder Eora-People oder Cadigal-People. Allgemein anerkannt ist, dass die Eora in den küstennahen Gebieten Sydneys und die Dharug (Darug) im Gebiet von Parramatta zu den Blue Montains lebten. Die Dharawal lebten südlich der Botany Bay bis in das Gebiet von Nowra und am Georges River im Westen von Sydney.
Cadigal ist der Name für einen Aborigines-Clan, der die Sprache der Eora spricht. Ihr Land reicht von Port Jackson bis ins südliche Petersham, eine Vorstadt von Sydney. Die Cadigal leben im Südwesten der Balmain-Halbinsel, das Volk der Wanegal im Nordwesten und die  Cammeraygal an der Nordküste Sydneys. Einige Wörter der Aboriginessprache der Eora werden von deren heute großteils mit den Briten vermischten Nachkommen auch heute noch verwendet, wie beispielsweise Dingo, Woomera, Wallaby, Wombat, Waratah und Boobook.
Die Stämme der Eora, Dharawal und Darug ernährten sich hauptsächlich vom Fischfang, wobei die Männer mit Speeren vom Ufer aus und die Frauen in ihren Kanus mit Schnüren und Haken fischten. Die Frauen praktizierten diese Fischfangtechnik bis in die späten 1820er Jahre.
Als die First Fleet mit 1300 Sträflingen, Royal Marines des New South Wales Corps und europäischen Kolonisatoren in Sydney ankam, bestand der Stamm der Eora aus etwa 1500 Personen, die laut Arthur Phillip im Radius von zehn britischen Meilen um Port Jackson lebten. Krankheiten wie Pocken und Viruserkrankungen sowie der Rückgang der Natur mit der Folge von Nahrungsknappheit dezimierten den Stamm der Eora. Er war im 19. Jahrhundert praktisch ausgestorben bzw. in Mischehen mit den Briten aufgegangen. Etwa 18 Eora kampierten von 1879 bis zum Juli 1881 nahe am Bootschuppen der britischen Marinesoldaten. Danach wurden sie in die Vorstadt La Perouse in Sydney deportiert.
Die Sprache der Eora konnte durch Notizen der Kolonisten rekonstruiert werden, obwohl sie seit mehr als einhundert Jahren nicht mehr gesprochen wird.

## Historische Aborigines um Sydney
Einer der bekanntesten historischen Aborigines der Eora war der Elder Bennelong, der zu Beginn der Kolonisation zwischen der britischen Kolonie und den Eora vermittelte. Er bewohnte eine gemauerte Hütte, die an der Stelle stand, wo sich heute das Sydney Opera House befindet; der Ort wird heute Bennelong Point genannt. Im Jahr 1792 reiste er nach England, wo er am 24. Mai 1793 den britischen König Georg III. traf und bis ins Jahr 1795 blieb.
Colebee, einer der Elder der Cadigal, wurde am 23. November 1789 gemeinsam mit Bennelong an der Manly Cove von Lieutenant William Bradley gefangen genommen, weil der erste Gouverneur der Sträflingskolonie, Arthur Phillip, der Auffassung war, dass er mit zwei Aborigines deren Sprache und Gewohnheiten kennenlernen und ein friedliches Zusammenleben erreichen könnte. Beide entflohen zu unterschiedlichen Zeiten aus der Gefangenschaft.
Barangaroo, eine Cameragal, war die zweite Frau von Bennelong und für ihr bestimmtes Auftreten nicht nur bei der indigenen Bevölkerung bekannt, sondern auch bei den Kolonisten. Sie war gegen die europäische Kolonisation und schlug beispielsweise einen Marine-Soldaten mit einem Stock, als dieser einen Aborigine auspeitschte. Sie ließ sich von ihrem Mann in ihrem Verhalten nicht bestimmen, trank wie er keinen Wein und trug keine europäischen Kleider. Barangaroo war in ihrer Familie für die Ernährung zuständig, betrieb Fischfang, schwamm und tauchte in den Buchten nach Muscheln und beherrschte ihr Kanu beim Fischefangen perfekt. Nach ihr ist ein 22 Hektar großes Gebiet in Sydney benannt.
Bungaree war ein Elder und Vermittler zwischen Aborigines und Briten. Er war der erste indigene Australier, der auf einem Schiff von Matthew Flinders Australien umrundete. Überaus bekannt war er in Sydney, da er stets eine Militäruniform, einen Militärhut und eine King plate trug.